# Wahl zum Schwedischen Reichstag 1928
- SKP: 8
- S: 90
- B: 27
- FL: 28
- LP: 4
- AV: 73

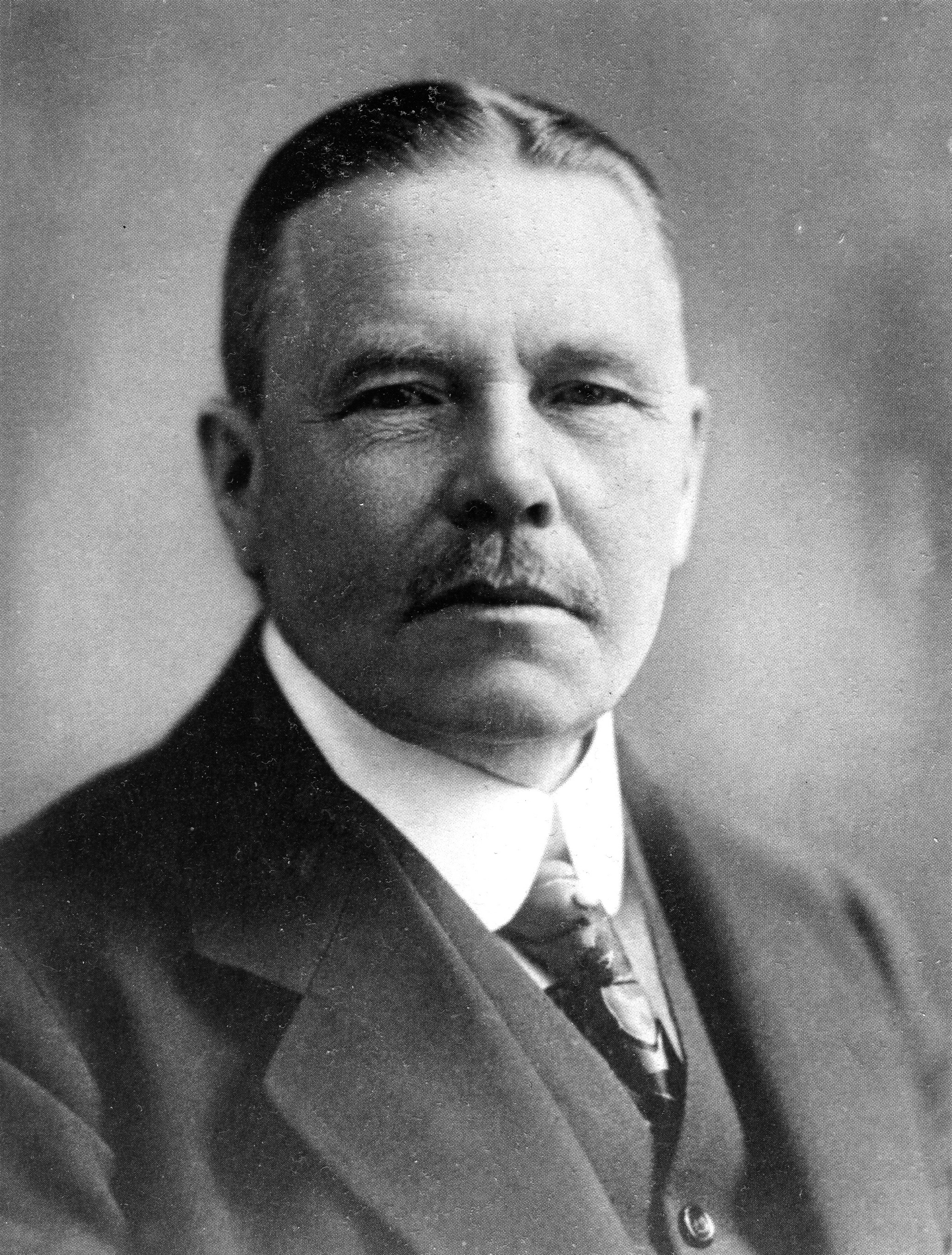
Arvid Lindman, der bereits Ministerpräsident von 1906 bis 1911 gewesen war, begann nach dieser Wahl eine zweite Amtszeit von 1928 bis 1930

Die Wahl zur Zweiten Kammer des Schwedischen Reichstags fand am 15. September 1928 in Göteborg und einigen anderen Städten statt, am 21. September in Stockholm und dazwischen am 16. September im übrigen Land. 
Im Wahlkampf wurden die Sozialdemokraten insbesondere wegen ihrer Vorschläge für eine strengere Erbschaftssteuer von den bürgerlichen Parteien hart angegriffen. Es wurde ihnen eine Nähe zum Kommunismus vorgeworfen.  
Das Wahlergebnis ergab Verluste der Sozialdemokratischen Partei und Gewinne für den Allgemeinen Wählerbund, der mit 29,4 % das beste Wahlergebnis seiner Parteigeschichte erreichte. Daraufhin ernannte König Gustav V. deren Vorsitzenden Arvid Lindman am 1. Oktober 1928 zum Ministerpräsidenten. Allerdings konnte er lediglich ein Minderheitskabinett bilden, da die Liberale Partei und die Freisinnige Volkspartei eine Regierungsbeteiligung ablehnten. 
| Partei                                                          | % Stimmen | Veränderung zu 1924 |
| --------------------------------------------------------------- | --------- | ------------------- |
| Sozialdemokraten Sveriges socialdemokratiska arbetareparti      | 37,0 %    | −4,1 %              |
| Konservative Allmänna valmansförbundet (Allgemeiner Wählerbund) | 29,4 %    | +3,2 %              |
| Freisinnige Volkspartei Frisinnade landsföreningen              | 12,9 %    | −0,1 %              |
| Bauernbund Bondeförbundet                                       | 11,2 %    | +0,4 %              |
| Kommunisten Sveriges kommunistiska parti                        | 6,4 %     | +2,8 %              |
| Liberale Partei Sveriges liberala parti                         | 3,0 %     | −0,9 %              |
| Andere Parteien                                                 | 0,1 %     | −0,3 %              |